# Eparchie Our Lady of Lebanon in Los Angeles
Die Eparchie Our Lady of Lebanon in Los Angeles (lat.: Eparchia Dominae Nostrae Libanensis in civitate Angelorum in California Maronitarum) ist eine in den USA gelegene Eparchie der maronitischen Kirche mit Sitz in Los Angeles.

## Geschichte
Die Eparchie wurde am 19. Februar 1994 durch Papst Johannes Paul II. mit der Apostolischen Konstitution Omnium Catholicorum aus Gebietsabtretungen der Eparchie Saint Maron in Brooklyn errichtet.

## Bischöfe der Eparchie Our Lady of Lebanon in Los Angeles
- John George Chedid, 1994–2000
- Robert Joseph Shaheen, 2000–2013
- Abdallah Elias Zaidan ML, seit 2013

## Einzelnachweise

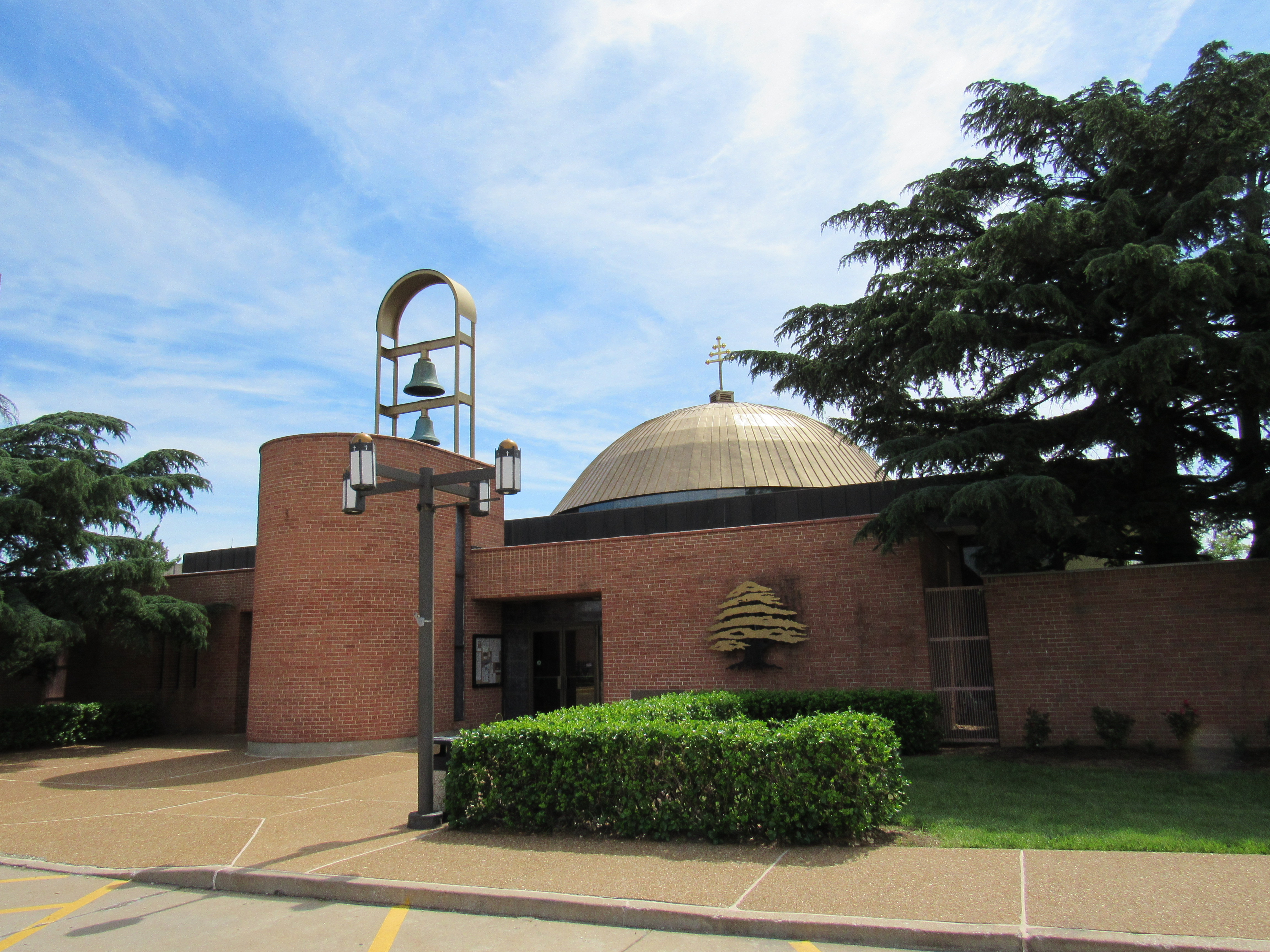
St. Raymond’s Cathedral in St. Louis